# Cantó d'Ourville-en-Caux
El cantó d'Ourville-en-Caux és un cantó francès del departament del Sena Marítim, situat al districte de Le Havre. Té 16 municipis i el cap és Ourville-en-Caux.

## Municipis
- Ancourteville-sur-Héricourt
- Anvéville
- Beuzeville-la-Guérard
- Carville-Pot-de-Fer
- Cleuville
- Le Hanouard
- Hautot-l'Auvray
- Héricourt-en-Caux
- Oherville
- Ourville-en-Caux
- Robertot
- Routes
- Saint-Vaast-Dieppedalle
- Sommesnil
- Thiouville
- Veauville-lès-Quelles

## Història
| Data d'elecció                           | Identitat      | Partit          | Qualitat |
| ---------------------------------------- | -------------- | --------------- | -------- |
| 1945-19..                                | M. Garnier     | radical         |          |
| 19..-1961                                | André Lavoinne | Divers droite   |          |
| 1961-196.                                | M. Cauchy      | sense etiqueta  |          |
| 196.-2004                                | André Faucon   | CD, després UDF |          |
| 2004-                                    | Yvon Pesquet   | Divers droite   |          |
| les dades anteriors no són pas conegudes |                |                 |          |
|                                          |                |                 |          |

## Demografia
| A partir de 1990: Població sense dobles comptes |